# Regione metropolitana di Hannover-Braunschweig-Gottinga-Wolfsburg

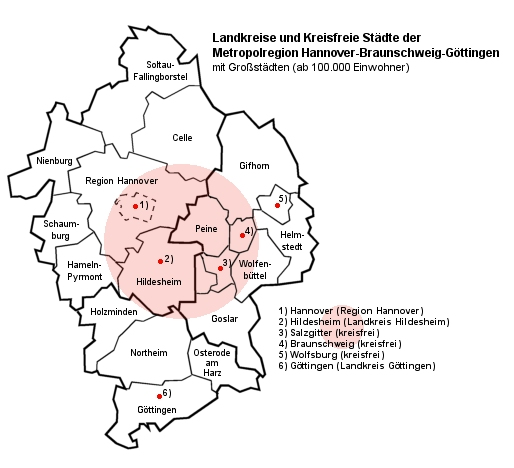
La Regione metropolitana di Hannover-Braunschweig-Gottinga-Wolfsburg

La Regione metropolitana di Hannover-Braunschweig-Gottinga-Wolfsburg (in tedesco: Metropolregion Hannover-Braunschweig-Göttingen-Wolfsburg) è una regione economica e culturale della Germania settentrionale. L'area metropolitana comprende circa un terzo della superficie della Bassa Sassonia, con quasi la metà degli abitanti dello Stato. Conta circa 3,9 milioni di persone in 20 distretti e contee con un totale di 431 comuni ed è definita come un'area urbana media in Germania.
La richiesta di riconoscimento come regione metropolitana europea è stata presentata da parte della Ministerkonferenz für Deutschland Raumordnung (MKRO), responsabile della pianificazione regionale. Il riconoscimento dovrebbe aiutare la regione ad ottenere un riconoscimento su scala europea e internazionale e a migliorare il coordinamento e lo sviluppo delle città. Nonostante l'importanza dello sviluppo regionale, soprattutto grazie all'Expo 2000, tenutasi ad Hannover, questa regione metropolitana rimane la più piccola delle regioni metropolitane tedesche in termini di popolazione.

## Composizione
- Regione di Hannover
- Circondario di Celle
- Circondario di Goslar
- Circondario di Gifhorn
- Circondario di Gottinga
- Circondario di Hameln-Pyrmont
- Circondario di Hildesheim
- Circondario di Holzminden
- Circondario di Nienburg/Weser
- Circondario di Northeim
- Circondario di Osterode am Harz
- Circondario di Peine
- Circondario di Schaumburg
- Circondario di Heath, quest'ultimo condiviso con la Regione metropolitana di Amburgo.
- Città extracircondariale di Braunschweig
- Città extracircondariale di Wolfsburg